# Гальперин, Владимир Абрамович
Владимир (Вульф) Абрамович Гальперин (1920—2003) — советский и российский литературовед и профессор литературы, заведующий кафедрой искусствоведения Театрального училища им. Б. В. Щукина, член Союза журналистов и Всероссийского театрального общества, первый исследователь и автор академической работы о поэзии Парижской коммуны — «Леон Кладель».

## Биография
Владимир Абрамович Гальперин родился в Смоленске 2 марта 1920 года. В 1939 году стал студентом известного московского Института философии, литературы и истории (ИФЛИ). Его сокурсниками и друзьями стали такие известные поэты, как Павел Коган, Николай Майоров, Михаил Кульчицкий, Семен Гудзенко, Давид Самойлов, Борис Слуцкий, Юрий Левитанский и многие другие.
Отвоевав на фронте до Победы, возвращается в Москву, где в 1947 году защищает кандидатскую диссертацию по поэзии Парижской коммуны. В 1949 году как «безродный космополит» вынужден уехать из Москвы в Коми Республику, город Сыктывкар, где преподает зарубежную литературу в Коми Государственном пединституте и сотрудничает с местной газетой «Красная Звезда». В 1964 году в издательстве «Российский Художник» выходит его первая книга «В. Поляков» — эссе о народном художнике Коми АССР Валентине Полякове, а чуть позже в издательстве «Полярная Звезда» — книга «Питомцы северных муз» о современных писателях Коми.
В 1964 году возвращается с семьей в Москву. Работает литературным консультантом в журналах «Молодая гвардия», «Октябрь», «Знамя», «Вопросы литературы», много сотрудничает с Литконсультацией Союза писателей СССР. С 1966 по 1989 год преподает в Театральном училище им. Б. В. Щукина — сначала доцентом, позже — профессором, заведующим кафедрой искусствоведения. Через его курс прошли замечательные актёры и режиссёры, гордость отечественного театра и кино.
В 1989 году с семьей сына переезжает в США. Ведёт свою литературную страницу на Русском Радио в Америке до 1998 года, пишет статьи для газеты «Панорама Лос-Анджелеса», выступает с лекциями перед русскоязычной аудиторией в Сан-Диего. Его литературные программы, радиопередачи и воспоминания становятся «бестселлером» русскоязычной Америки.
Владимир Абрамович умер в Сан-Диего, Калифорния, от осложнений после воспаления лёгких 7 марта 2003 года.
В мае 2008 года в Москве издан сборник литературоведческих очерков, лекций и воспоминаний о военных друзьях и ифлийской братии поэтов «Поэты фронтового поколения — творчество, время, судьбы», Издательство «ЭРА», Москва, 2008

## Награды
- Орден Отечественной войны I степени (6.4.1985)[2]